# SpVgg Greuther Fürth
SpVgg Greuther Fürth, tysk fotbollsklubb i Fürth, bildad 1903, fram till 1996 SpVgg Fürth.
Fürth hade sin storhetstid under 1920-talet då man tillsammans med grannstadens lag 1. FC Nürnberg dominerade tysk fotboll. Under 1950-talet hade man landslagsspelarna i Karl Mai och Herbert Erhardt i laget. 1996 gjorde en fusion att man bytte namn till SpVgg Greuther Fürth. Laget spelar för närvarande i 2. Bundesliga.
Henry Kissinger, som växte upp i Fürth fram tills 15 års ålder, var Greuther Fürth-supporter och spelade i klubbens ungdomslag som barn.

## Meriter
Tyska mästare: 1914, 1926, 1929

## Spelartrupp
| Nr | Land          | Pos | Namn                                    |
| -- | ------------- | --- | --------------------------------------- |
| 1  | Tyskland      | MV  | Marius Funk                             |
| 2  | Tyskland      | F   | Simon Asta                              |
| 4  | Tyskland      | F   | Maximilian Bauer                        |
| 5  | Nederländerna | F   | Justin Hoogma (lån från Hoffenheim)     |
| 6  | Tyskland      | MF  | Adrian Fein (lån från Bayern München)   |
| 7  | Tyskland      | A   | Robin Kehr                              |
| 8  | Tyskland      | MF  | Nils Seufert                            |
| 10 | Sverige       | A   | Branimir Hrgota (Lagkapten)             |
| 11 | Nigeria       | A   | Dickson Abiama                          |
| 13 | Tyskland      | MF  | Max Christiansen                        |
| 14 | Ghana         | MF  | Nunoo Sarpei                            |
| 15 | Nederländerna | F   | Jetro Willems                           |
| 16 | Norge         | A   | Håvard Nielsen                          |
| 17 | Tyskland      | A   | Jessic Ngankam (lån från Hertha Berlin) |
| 18 | Tyskland      | F   | Marco Meyerhöfer                        |
| 19 | Schweiz       | A   | Cedric Itten (lån från Rangers)         |

| Nr | Land          | Pos | Namn                           |
| -- | ------------- | --- | ------------------------------ |
| 21 | Tyskland      | MF  | Timothy Tillman                |
| 22 | Tyskland      | MF  | Sebastian Griesbeck            |
| 23 | Tyskland      | F   | Gideon Jung                    |
| 24 | Nederländerna | F   | Nick Viergever                 |
| 25 | Tyskland      | MV  | Leon Schaffran                 |
| 27 | Tyskland      | F   | Luca Itter (lån från Freiburg) |
| 28 | Tyskland      | MF  | Jeremy Dudziak                 |
| 29 | Tyskland      | F   | Elias Kratzer                  |
| 30 | Tyskland      | MV  | Sascha Burchert                |
| 32 | Frankrike     | F   | Abdourahmane Barry             |
| 33 | Tyskland      | MF  | Paul Seguin                    |
| 37 | USA           | MF  | Julian Green                   |
| 39 | Tyskland      | MF  | Mert-Yusuf Torlak              |
| 40 | Tyskland      | A   | Jamie Leweling                 |
| 41 | Finland       | MV  | Lasse Schulz                   |

### Utlånade spelare
| Nr | Land | Pos | Namn |
| -- | ---- | --- | ---- |

### Kända spelare
- Herbert Erhardt
- Roberto Hilbert
- Karl Mai
- Stephan Schröck